# Amaryllis Uitterlinden
Amaryllis Uitterlinden (Antwerpen, 24 december 1983) is een Belgische singer-songwriter en actrice.

## Muziek
Amaryllis neemt in 2000 deel aan de talentenjacht De Grote Prijs Bart Peeters op de Vlaamse openbare televisiezender TV1. Ze wordt tweede en wint de persprijs. Ze neemt onder meer een duet op met Jan Leyers, maar besluit om zich wegens haar jonge leeftijd nog niet op een muziekcarrière te richten.
Ze studeert kleinkunst aan het Herman Teirlinck Instituut en volgt zang en songwriting aan het Amerikaanse Berklee College of Music, een prestigieus conservatorium in Boston. Op 21 februari 2009 verschijnt haar debuutalbum The beauty of it all. Voor de eerste single, "Not the street", wordt een clip gemaakt met acteur Jan Decleir, geregisseerd door Guy Goossens.
In juni 2012 vraagt Pieter Embrechts haar om mee te zingen met het nummer 'Alles blijft stil'.
Voor zijn zevende plaat, Stay Gold, gaat Ozark Henry in 2013 op zoek naar een vrouwelijke stem. De keuze valt op Amaryllis, wier stem volgens Goddaer goed bij zijn muziek past. Vanaf dan is ze de vaste tweede stem van Ozark Henry, maar in 2014 scheiden hun wegen.
In 2016 doet Amarylliss mee aan Eurosong, met als doel om België te vertegenwoordigen in Stockholm. Ze nam deel met het popnummer Kick the Habit, ze werd vierde op vijf deelnemers.
In 2018 brengt ze met Everything you ever wanted een nieuwe single uit.

## Musical
Op 9-jarige leeftijd speelt Amaryllis de rol van Annie bij het Koninklijk Jeugdtheater Antwerpen. Jaren later, in 2009, speelt ze de hoofdrol in Pippi zet de boel op stelten!, een musical van Theater Familie, met scenario en regie van Stany Crets.
In 2012 speelt ze de rol van Augustine in Marguerite S., een musical van Musical van Vlaanderen over het leven van Eugeen Van Mieghem. Voor deze rol wint ze op 18 juni 2012 de Vlaamse Musicalprijs voor Beste Vrouwelijke Bijrol.

## Theater
In 2007 maakt ze de muziek voor Pinokia, een voorstelling naar het verhaal van Pinokkio door Froe Froe. Ditzelfde jaar speelt ze in Vloed, een voorstelling over een vader-zoonrelatie van theaterproductiehuis Zeelandia. In haar rol van zwangere vrouw zingt ze ook, fragmenten uit Bijbelse psalmen, gearrangeerd door Marlijn Helder. In 2008 speelt ze in de allerlaatste voorstelling van gezelschap De Wetten van Kepler, een muziektheatervoorstelling voor de kerstperiode genaamd Zolang het sneeuwt (wordt het nooit echt donker). In 2010 speelt Amaryllis mee in het stuk "De kleine zeemeermin" van Theater Froe Froe. Een aantal jaar later, in 2012 speelt ze als acteur, weer voor Froe Froe, in Puck, een voorstelling geïnspireerd op Midzomernachtdroom. Voor het Gentse creatiehuis KOPERGIETERY werkte ze als actrice/zangeres mee aan de jongerenvoorstelling PITCHbull (regie: Johan De Smet). Deze voorstelling kwam uit in september 2015 in de Kopergietery.

## Televisie
In 2005 verschijnt Amaryllis Uitterlinden een paar keer in de televisieserie Matroesjka's. Maar ze is vooral bekend van de rol van Clio in de VTM telenovela Ella. In 2012 vertolkt ze een bijrol in Danni Lowinski en heeft ze een gastrol in Vermist IV.
In 2014 vertolkt ze de hoofdrol van Elke in de romantische komedie Brabançonne. Het is ook een muzikale film waar onder andere door Amaryllis in gezongen wordt.
In 2015 presenteert ze op TLC een Vlaamse documentairereeks over "sexual harassment".
in 2020 speelt ze mee in het tweede seizoen van #LikeMe. Ze speelt de nieuwe poetsvrouw van het SAS, genaamd Free. Ze beweert de moeder van Camille te zijn. 
In 2023 vertolkte Uitterlinden een hoofdrol in de Streamz Original Onderhuids.

## Privé
Amaryllis is de dochter van actrice Ilse Uitterlinden.